# Цыбин, Владимир Николаевич (футболист)
Владимир Николаевич Цыбин (род. 30 сентября 1957, Москва) — советский футболист. Защитник.

## Карьера
Воспитанник СДЮШОР «Динамо» Москва. Играл в командах «Динамо» Москва, «Спартак» Москва, «Рубин» Казань, «Крылья Советов» Куйбышев, «Локомотив» Челябинск, «Торпедо» Миасс, «Знамя Труда» Орехово-Зуево и команду ГДР ТШГ Нойштрелиц.